# Millettia laurentii
Millettia laurentii är en ärtväxtart som beskrevs av De Wild. Millettia laurentii ingår i släktet Millettia och familjen ärtväxter. IUCN kategoriserar arten globalt som starkt hotad. Inga underarter finns listade i Catalogue of Life.

## Bildgalleri

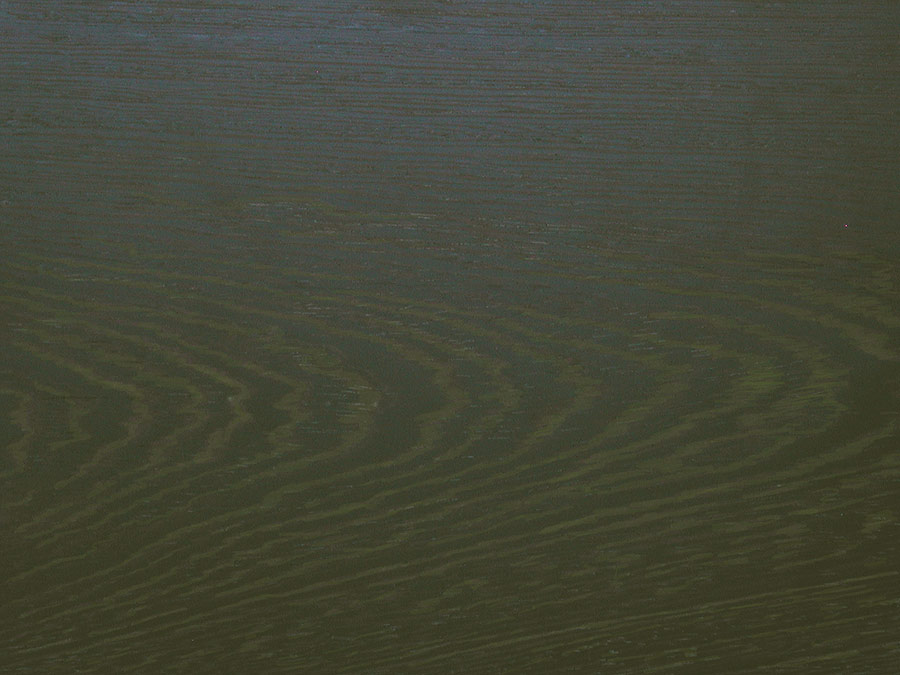
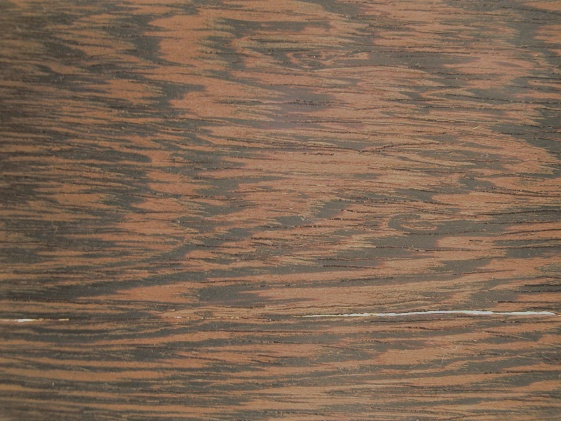
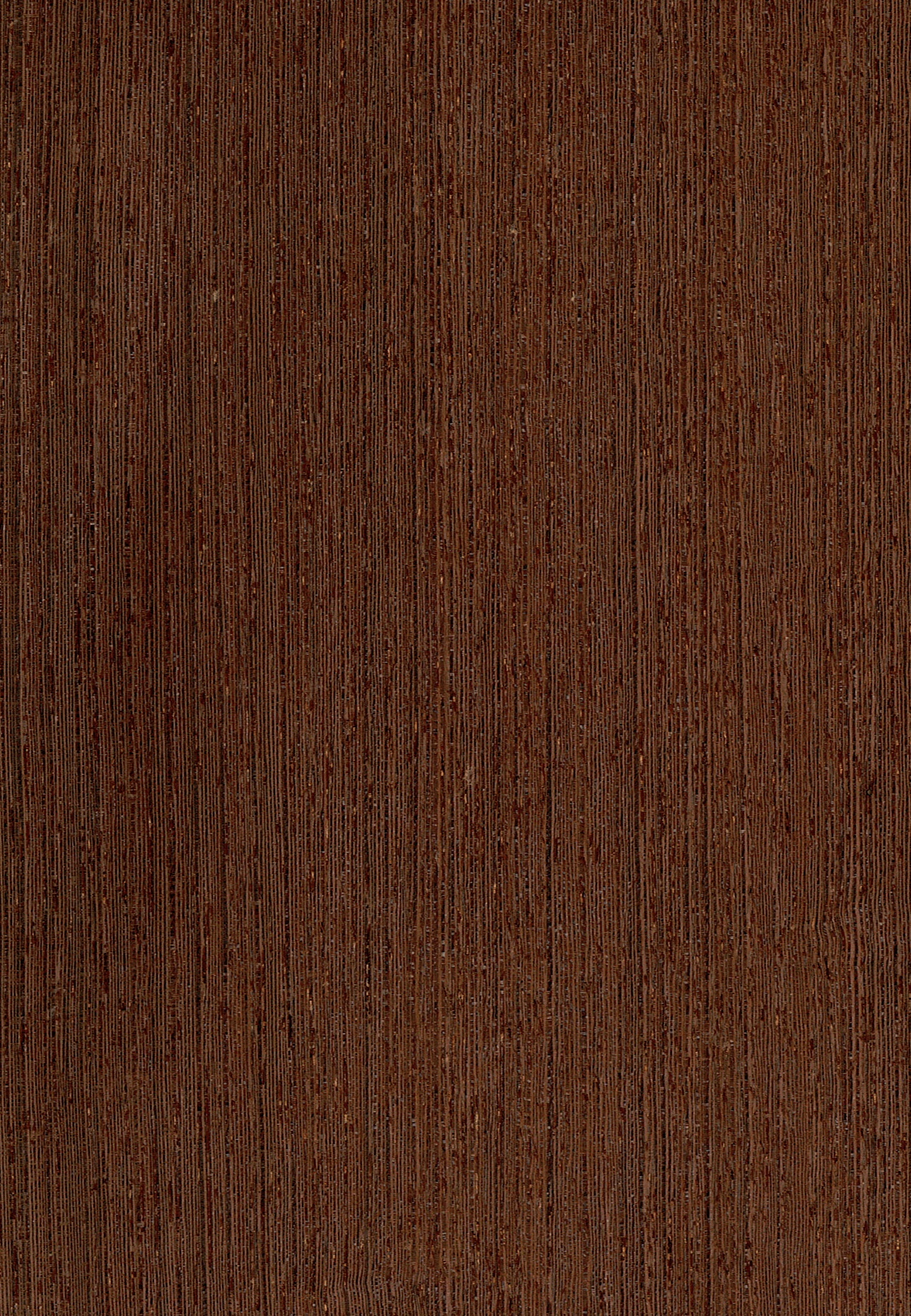
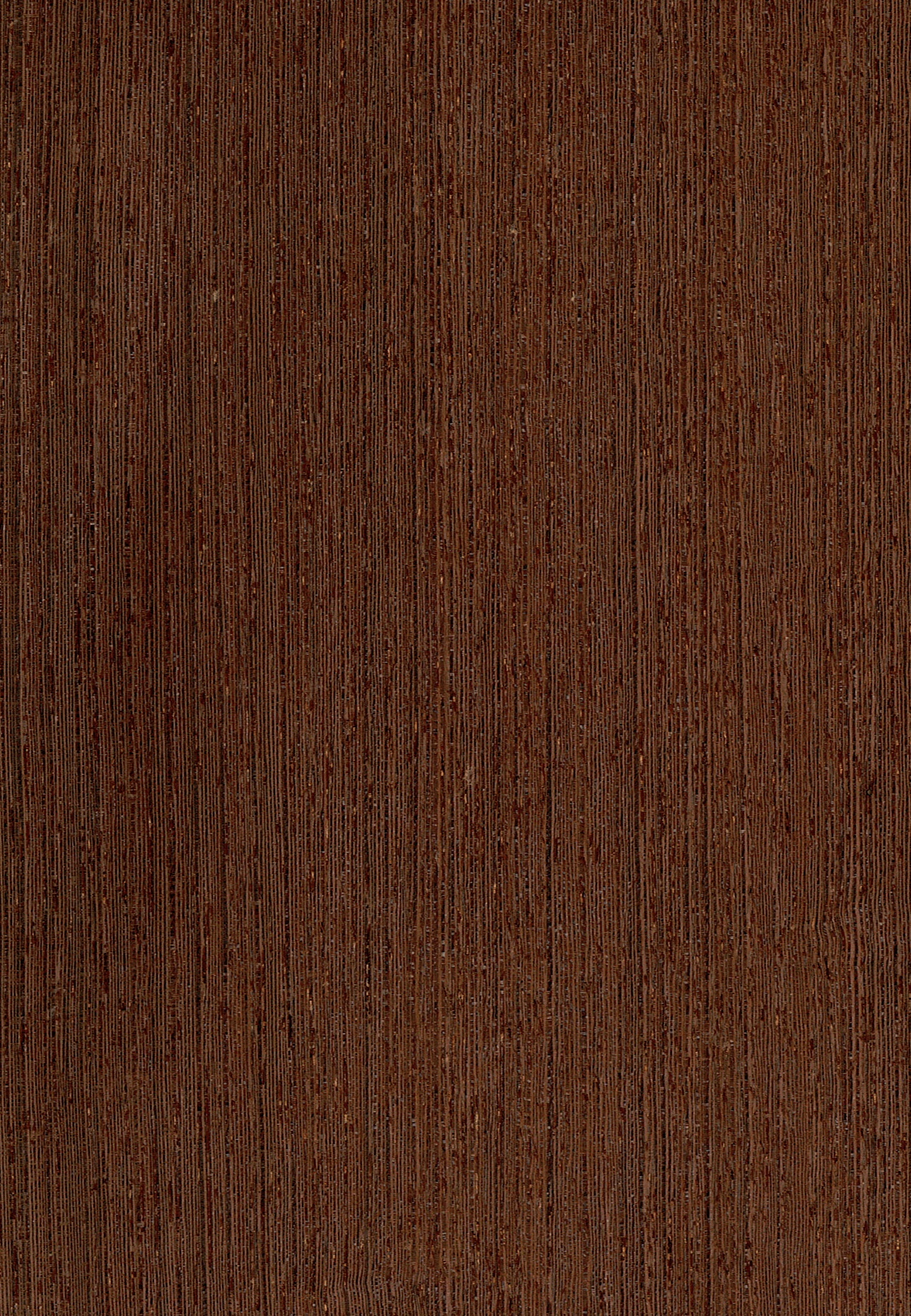
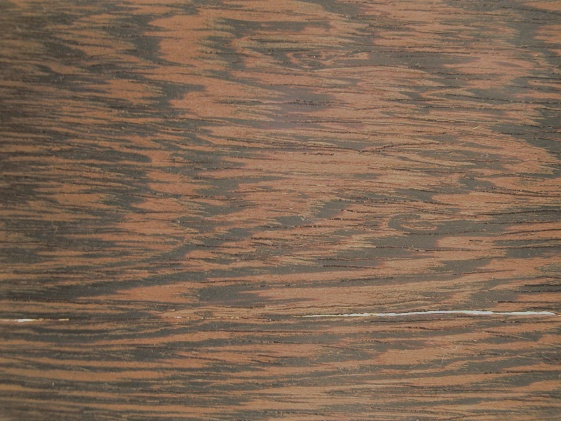